# Ibero Cruceros

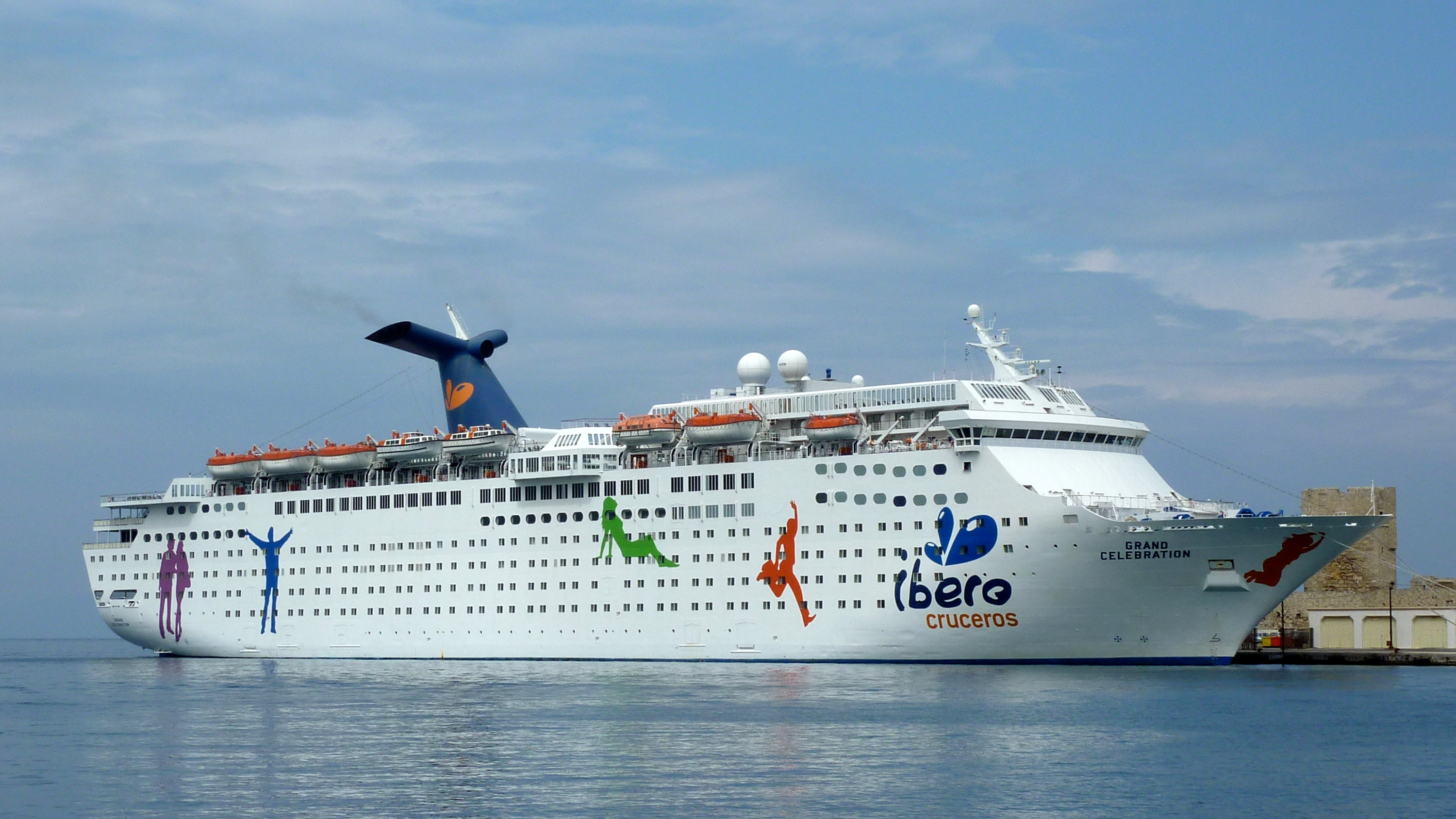
Die Grand Celebration vor Rhodos im Jahr 2012

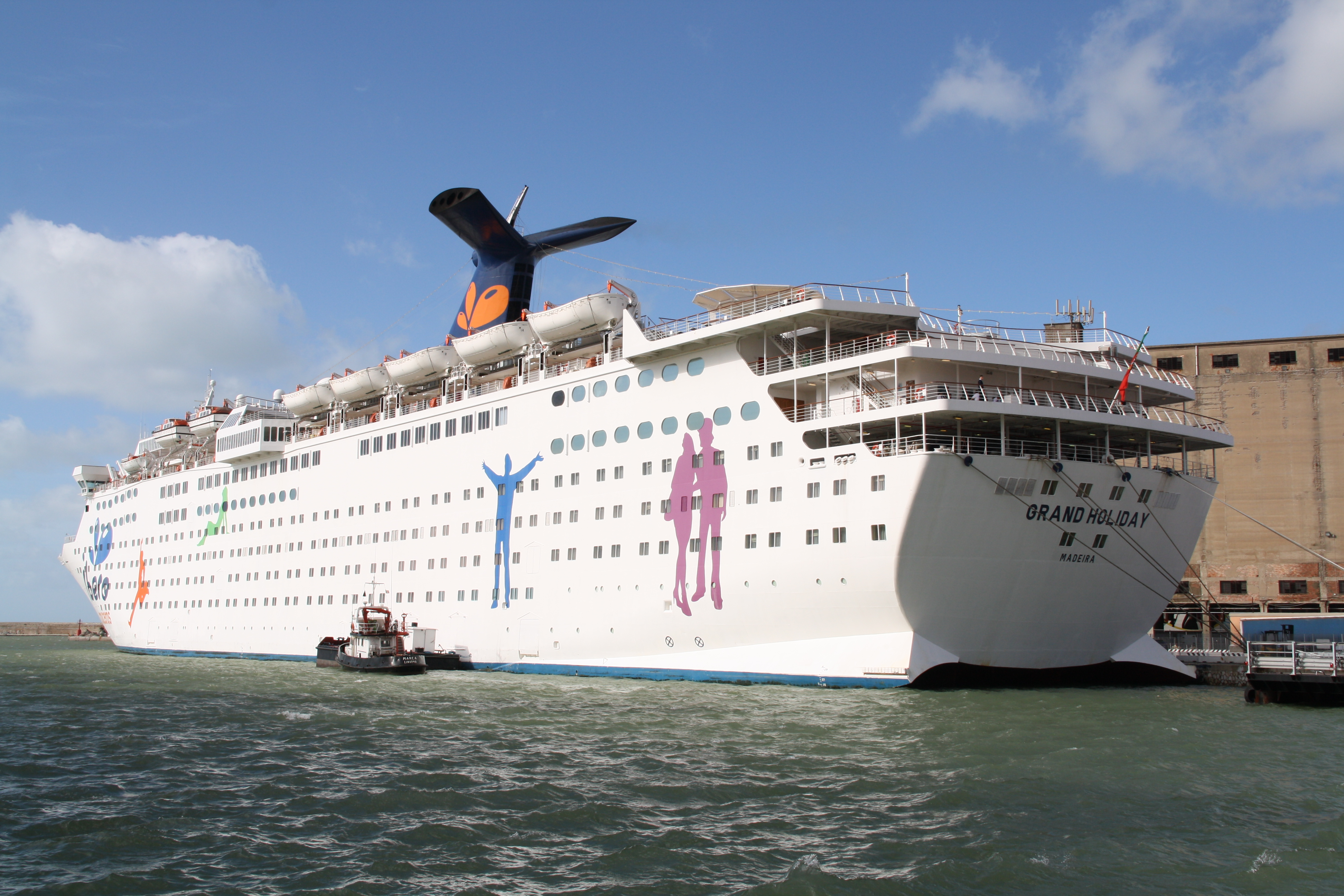
Die Grand Holiday in Livorno im November 2012

Ibero Cruceros oder Iberocruceros (im englischen Sprachraum Ibero Cruises) war eine Marke des britisch-amerikanischen Kreuzfahrtunternehmens Carnival Corporation & plc für den spanisch- und portugiesischsprachigen Markt in Europa und Südamerika.
Eigentümer und Betreiber der ab 2007 für die Marke eingesetzten Schiffe war die italienische Costa Crociere, die Südeuropa-Tochter der Carnival-Gruppe mit Sitz in Genua, die auch schon für Costa Kreuzfahrten und die auf deutsche Kunden ausgerichtete Marke AIDA Cruises verantwortlich ist. Nach Entscheidung des Konzerns, die Marke Ibero Cruceros zum Jahresende 2014 aufzugeben, wurden die beiden verbliebenen Schiffe verkauft.

## Geschichte

### Vorgeschichte unter Iberojet
Im Jahr 2000 entschied sich die Iberostar-Gruppe, ihr Reiseangebot durch Kreuzfahrten zu erweitern und gründete deshalb die Iberojet Cruceros. Diese wiederum bildete mit der Fährreederei Trasmediterranea und der griechischen Festival Cruises zu jeweils gleichen Anteilen das Joint Venture Spanish Cruise Lines und charterte als erstes Schiff die Bolero für Fahrten ab Barcelona ins westliche Mittelmeer. Es folgte 2002 die Crown als Mare Nostrum ab Valencia.
Nach Konkurs der Festival Cruises im Jahr 2004 wurde Iberojet Cruceros alleiniger Eigentümer der Spanish Cruise Lines und führte den Schiffsbetrieb fortan unter eigenem Namen weiter. Das Unternehmen charterte im gleichen Jahr die Voyager der in finanzielle Schwierigkeiten geratenen Reederei Royal Olympic Cruise Lines und erwarb von Star Cruises deren schon etwas in die Jahre gekommene SuperStar Capricorn. Letztere wurde aber nach nur einem Jahr Kreuzfahrtdienst als Grand Latino im Jahr 2005 wieder verkauft.
Im Frühsommer 2006 entstand die Orizonia Corporation als neue Muttergesellschaft der Iberojet. Die Eigentümer von Iberostar hatten sich entschieden, die Gruppe in die drei Bereiche Iberostar Hotels and Resort, Grupo Receptor (Reisebüros) und Grupo Emisor (Touren, Kreuzfahrten, Fluggesellschaften) aufzuteilen und mit Ausnahme der Hotels zu verkaufen. Die Anteile gingen für 900 Mio. an die Private-Equity-Gesellschaften Carlyle Group zu 55 %, Vista Capital zu 36 %, ICG-Equity Fund zu 5 % und die restlichen 4 % als Management-buy-out an zehn leitende Mitarbeiter.

### Ibero Cruceros
Ibero Cruceros wurde im Jahr 2007 als Joint Venture zwischen der Orizonia Corporation und Carnival Corporation & plc gegründet. Obwohl die neue Marke eigentlich in Konkurrenz zu den Angeboten der Carnival-Tochter Costa Cruises stand, erklärte Micky Arison, Chairman und Chief Executive von Carnival, seine Wachstumsziele im spanischen Massenmarkt, dem viertgrößten in Europa, mit einem erfahrenen lokalen Partner wesentlich schneller und besser erreichen zu können. Carnival hielt eine Mehrheit von drei Vierteln.
Die Grand Mistral wurde im September 2007 umgebaut und frisch lackiert. Nachdem auch die Grand Voyager im Winter 2007/2008 den neuen Anstrich erhalten hatte, verlegte der Carnival-Konzern mit der Celebration und Holiday zwei ältere Schiffe von Carnival Cruise Lines zur neuen Marke nach Spanien. Im Mai 2009 einigte man sich auf den Verkauf der übrigen Geschäftsanteile für 33 Mio. Euro an Carnival Coprortaion & plc., die daraufhin Alleineigentümer war. Der spanische Kreuzfahrtbetrieb und die Marke ging daraufhin an Costa Crociere S.p.A. in Genua, Italien. Diese hatte Carnival Corporation bereits im Jahr 1997 vollständig übernommen und ihr neben den Costa Kreuzfahrten auch den Betrieb der auf deutsche Kunden ausgerichtete Marke AIDA Cruises anvertraut. Die spanische Tochtergesellschaft Ibero Cruceros S.L. mit Sitz in Madrid blieb zunächst erhalten, diente aber nur noch zur Unterstützung bei der spanischsprachigen Unterhaltung an Bord und im Vertrieb der Reiseangebote in Argentinien, Brasilien und Spanien.
Am 12. Mai 2014 kündigte der CEO der Costa-Gruppe Michael Thamm auf der Veranstaltung „Protagonisti di Mare“ an Bord der Costa Luminosa die Einstellung der Marke zum Ende des Jahres 2014 an. Die Grand Holiday wurde an Cruise & Maritime Voyages (CMV) verkauft und fortan Magellan eingesetzt. Für die Grand Celebration war zunächst ein Wechsel zur Hauptmarke des Unternehmens, Costa Crociere, geplant. Obwohl man sie bereits zur Costa Celebration umlackiert und für eine neue Fahrt vorbereitet hatte, wurde das Schiff kurzfristig ebenfalls verkauft und am 20. Dezember 2014 an Celebration Cruise Line übergeben.

## Flotte
Auch nachdem das Eigentum und die Verantwortung für den Betrieb der Schiffe auf die Südeuropa-Tochter der Carnival übergegangen war, fuhren die Ibero Cruceros-Schiffe im Unterschied zur übrigen Flotte auch weiterhin unter portugiesischer Flagge, mit Madeira als Heimathafen. Bei den Schiffen der Holiday-Klasse, der Grand Celebration und der Grand Holiday war die Herkunft von der amerikanischen Carnival Cruise Lines deutlich erkennbar. Die typische, als „Whale Tail“ bezeichnete Schornsteinform der Schiffe blieb auch unter der spanischen Marke unverändert, sie wurde nur neu gestrichen.

### Ehemalige Schiffe
| Schiffsname       | Ibero Cruceros              | Bauwerft/Baunummer                               | IMO- Nummer | Ablieferung | Auftraggeber               | Umbenennungen und Verbleib |
| ----------------- | --------------------------- | ------------------------------------------------ | ----------- | ----------- | -------------------------- | --- |
| Grand Mistral     | 2008 bis November 2013      | Chantiers de l’Atlantique, Saint-Nazaire Nr. J31 | 9172777     | 1999        | Festival Cruises           | Einsatz als Mistral bis 2003. Verkauf über mehrere Eigentümer, 2005 Renovierung und Umbenennung in Grand Mistral, in Charter bei Iberojet. Kauf durch Carnival Corp. & plc. im Jahr 2008. Im November 2013 konzernintern zur Marke Costa Crociere verlegt und als Costa neoRiviera in Fahrt, seit Ende 2019 AIDAmira bei AIDA Cruises.                                                                                             |
| Grand Voyager     | 2008 bis 2011               | Blohm + Voss, Hamburg Nr. 961                    | 9183506     | 2000        | Royal Olympia Cruise Lines | Einsatz als Olympic Voyager, 2001 umbenannt in Olympia Voyager. Verkauf und Umbenennung 2004 in Voyager. Verkauf und Umbenennung 2005 in Grand Voyager. Ab 2004 in Charter bei Iberojet. Kauf durch Carnival Corp. & plc. im Jahr 2008. Nach dem Einsatz für die Marke Ibero Cruises konzernintern zur Costa Crociere verlegt und in Costa Yoyager umbenannt. 2014 an Bohai Ferry verkauft und dort als Chinese Taishan im Dienst. |
| Grand Celebration | April 2008 bis Oktober 2014 | Kockums, Malmö Nr. 597                           | 8314134     | 1987        | Carnival Cruise Lines      | Im Einsatz als Celebration bis 2008. Konzernintern zunächst an Ibero Cruceros, im Oktober 2014 als Costa Celebration zur Marke Costa Crociere verlegt. Noch vor einem Einsatz für Costa Crociere an Celebration Cruise Line verkauft und in Grand Celebration umbenannt. 2021 in Alang verschrottet. |
| Grand Holiday     | 2009 bis Oktober 2014       | Aalborg Værft, Aalborg Nr. 246                   | 8217881     | 1985        | Carnival Cruise Lines      | Im Einsatz als Holiday bis 2009. Nach Umbau an die Marke Ibero Cruceros übergeben. Verkauft an Cruise & Maritime Voyages im November 2014 und ab März 2015 als Magellan bei CMV im Einsatz. 2021 in Alang verschrottet. |